# مات بوبو
مات بوبو (بالإنجليزية: Matt Bobo)‏ (6 يناير 1977 في الولايات المتحدة - ) هو لاعب كرة قدم أمريكي في مركز الدفاع. لعب مع نادي شمال كارولاينا وتشارلستون بيتري وMilwaukee Rampage ‏ وريتشموند كيكرز وChicago Fire U-23 ‏ وأتلانتا سيلفرباكس ودي موين مانس ‏ وChicago Sockers ‏.

## وصلات خارجية
- مات بوبو على موقع قاعدة بيانات كرة القدم.إي يو (الإنجليزية)